# Pterulicium xylogenum
Pterulicium xylogenum är en svampart som först beskrevs av Berk. & Broome, och fick sitt nu gällande namn av Corner 1950. Pterulicium xylogenum ingår i släktet Pterulicium och familjen mattsvampar.   Inga underarter finns listade i Catalogue of Life.